# Jackson Center (Pensilvania)
Jackson Center es un borough ubicado en el condado de Mercer en el estado estadounidense de Pensilvania. En el año 2000 tenía una población de 221 habitantes y una densidad poblacional de 75 personas por km².

## Geografía
Jackson Center se encuentra ubicado en las coordenadas 41°16′15″N 80°8′36″O / 41.27083, -80.14333

## Demografía
Según la Oficina del Censo en 2000 los ingresos medios por hogar en la localidad eran de $35,625 y los ingresos medios por familia eran $41,875. Los hombres tenían unos ingresos medios de $45,893 frente a los $25,625 para las mujeres. La renta per cápita para la localidad era de $15,721. Alrededor del 8.1% de la población estaba por debajo del umbral de pobreza.